# Sun Jihai
Sun Jihai (Dalian, Xina, 30 de setembre de 1977), és un futbolista xinès, un dels més famosos de la història d'aquest país. Fa de lateral dret i juga al Shaanxi Zhongjian Chanba.

## Clubs
| Club                     | País       | Any         | Partits | Gols |
| Dalian Shide             | Xina       | 1995 - 1998 | 71      | 1    |
| Crystal Palace FC        | Anglaterra | 1998 - 1999 | 23      | 0    |
| Dalian Shide             | Xina       | 1999 - 2002 | 52      | 6    |
| Manchester City FC       | Anglaterra | 2002 - 2008 | 130     | 3    |
| Sheffield United FC      | Anglaterra | 2008 - 2009 | 12      | 0    |
| Chengdu Blades FC        | Xina       | 2009        | 10      | 0    |
| Shaanxi Zhongjian Chanba | Xina       | 2010 -      | 27      | 0    |